# Скерішоара (Бакеу)
Скерішоара (рум. Scărișoara) — село у повіті Бакеу в Румунії. Входить до складу комуни Корбаска.
Село розташоване на відстані 220 км на північ від Бухареста, 35 км на південний схід від Бакеу, 103 км на південь від Ясс, 118 км на північний захід від Галаца, 136 км на північний схід від Брашова.

## Населення
За даними перепису населення 2002 року у селі проживали 843 особи, усі — румуни. Усі жителі села рідною мовою назвали румунську.